# Малинская бумажная фабрика
Малинская бумажная фабрика (укр. Малинська паперова фабрика) — одно из старейших промышленных предприятий города Малин Житомирской области Украины.

## История

### 1871—1917
Предприятие было создано в 1871 году и в начале XX века выпускало около 1500 тонн продукции в год, основной продукцией была бумага для письма и папиросная бумага, также фабрика выпускала обёрточную бумагу.
После февральской революции на фабрике был создан Совет рабочих депутатов.

### 1918—1991
В 1918 году здание фабрики было сожжено предпринимателями, но в конце 1920 года она возобновила работу, в 1924 году численность работников увеличилась до 260 человек.
В ходе первой и второй пятилеток фабрика была расширена и реконструирована. К 1936 году фабрика входила в число ведущих предприятий города, в это же время при фабрике была открыта школа фабрично-заводского обучения.
В 1930-е годы фабрика начала производство конденсаторной бумаги.
В 1940 году производственные мощности фабрики составляли 4 бумагоделательные машины.
В ходе боевых действий Великой Отечественной войны и немецкой оккупации города (22 июля 1941 — 12 ноября 1943) фабрика была полностью разрушена, но вскоре после завершения боев в городе началось восстановление предприятия и осенью 1944 года фабрика дала первую продукцию.
6 ноября 1947 года на фабрике была введена в эксплуатацию дизель-электростанция мощностью 100 кВт, в 1949 году предприятие превысило довоенные объёмы производства.
В 1950-е — 1980-е годы фабрика являлась одним из ведущих предприятий города.
В 1960-е годы на фабрике была проведена очередная масштабная реконструкция: построены новые помещения цехов и установлено новое оборудование, в результате объёмы производства продукции были увеличены. В 1961 году был освоен выпуск четырёхмикронной фильтровальной бумаги.
В апреле 1970 года за производственные достижения фабрика была награждена Почётной грамотой ЦК КПСС, Президиума Верховного Совета СССР, Совета Министров СССР и ВЦСПС. В это время фабрика являлась одним из передовых предприятий целлюлозно-бумажной промышленности СССР, её продукция использовалась на всей территории СССР и экспортировалась в Болгарию, Венгрию, ГДР и Польшу.
20 августа 1971 года фабрика была награждена орденом Октябрьской Революции.
В 1973 и 1974 годы фабрика досрочно выполнила годовые планы производства, вошла в число пяти лучших предприятий Министерства целлюлозно-бумажной промышленности СССР и была награждена Красным знаменем ЦК КПСС, Совета Министров СССР, ВЦСПС и ЦК ВЛКСМ.
По состоянию на 1980 год, на фабрике были разработаны и внедрены технологические процессы производства конденсаторной бумаги с особо низкими диэлектрическими потерями и высокой электрической прочностью, действовали 16 высокопроизводительных бумагоделательных машин. Предприятие производило конденсаторную бумагу различных марок, основу для копировальной бумаги, теплочувствительную бумагу, диазокальку и иную продукцию.

### После 1991
После провозглашения независимости Украины фабрика была передана в ведение Государственного комитета природных ресурсов Украины. В сентябре 1994 года Кабинет министров Украины поручил предприятию освоить производство лент для электронных контрольно-кассовых аппаратов.
21 января 1995 года фабрика была передана в управление государственной акционерной компании «Укрресурсы». В мае 1995 года Кабинет министров Украины включил фабрику в перечень предприятий, подлежащих приватизации, в июне 1996 года фабрика была включена в перечень предприятий, подлежащих приватизации в соответствии с индивидуальными планами, после чего государственное предприятие было преобразовано в открытое акционерное общество.
В августе 1996 года была создана государственная акционерная холдинговая компания «Укрпапірпром», в состав которой была включена фабрика.
В августе 1997 года фабрика была включена в перечень предприятий, имеющих стратегическое значение для экономики и безопасности Украины.
24 марта 1999 года Кабинет министров Украины принял решение о продаже находившихся в государственной собственности акций предприятия, в 2000 году фабрика перешла в собственность компании «Weidmann» (структурного подразделения швейцарской корпорации «Wicor Holding AG»).
2007 год фабрика закончила с прибылью 10,294 млн. гривен.
Начавшийся в 2008 году экономический кризис и вступление Украины в ВТО осложнили положение предприятия — хотя 2008 год фабрика закончила с прибылью 14,17 млн гривен, в 2009 году она снизила объемы производства на 47,47 % (до 5,8 тыс. тонн) и завершила 2009 год с прибылью 6,015 млн гривен. По состоянию на 2009 год, основной продукцией предприятия являлись электроизоляционный картон, бумага для пищевых продуктов и ламинирования, а также туалетная бумага; фабрика являлась единственным предприятием на территории Украины, способным выпускать отдельные виды фильтровальной бумаги, электротехнической бумаги и картона. В 2010 году положение предприятия стабилизировалось, в 2011 году фабрика увеличила объемы производства до 7,75 тыс. тонн.
По состоянию на 2013 год, фабрика входила в перечень 15 крупнейших экономически активных предприятий Житомирской области.

## Дополнительная информация
- в 1923 году на фабрике была создана футбольная команда «Бумажник»
- на фабрике выходила собственная многотиражная газета «Паперовик»